# Sugar Camp

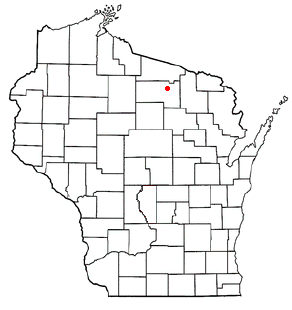
Localização de Sugar Camp no estado de Wisconsin

Sugar Camp é uma cidade localizada no estado norte-americano de Wisconsin, no Condado de Oneida.

## Demografia
Segundo o censo norte-americano de 2000, a sua população era de 1781 habitantes.

## História
Sugar Camp foi conhecida como 'Robbins' até a década de 1940.

## Geografia
De acordo com o United States Census Bureau tem uma área de 
253,9 km², dos quais 230,2 km² cobertos por terra e 23,7 km² cobertos por água.